# Боговинье
Бого́винье (макед. Боговиње, алб. Bogovina) — село в Северной Македонии, административный центр общины Боговинье.

## Население
Население села по переписи населения проведённой в 2002 году составляло 6328 человек, из них
- албанцев — 6273 человека;
- цыган — 5 человек;
- македонцев — 1 человек;
- жителей других национальностей — 49 человек.